# TV 최신 인기만화주제가
TV 최신 인기만화주제가는 명인음반에서 출시한 카세트테이프이다. 유튜브에서 유성가면 채널의 시청할 것이다.

## 곡 목록

### 1집
1. 베르사유의 장미
2. 출동 지구특공대
3. 알프스의 장미
4. 꾸러기 수비대 I
5. 말괄량이 앤지
6. 왈가닥 작은 아씨
7. 꽃천사 루루
8. 내일은 축구왕
9. 꾸러기 로보컴
10. 로보트 마독스
11. 꾸러기 수비대 II
12. 우주특공대 스콜피오
13. 돌아온 달타냥
14. 슈퍼소년 마이티맥스
15. 달려라 훈이
16. 쾌걸보이 아지
17. 화랑브이 레이디
18. 날아라 레이디
19. 해적두목 후크선장
20. 새왕쥐 대소동
21. 스타 짱가

### 2집
1. 지구용사 선가드
2. 원탁의 삼총사
3. 스파이더맨
4. 사이버 탐험대 자니퀘스트
5. 개구장이 로비
6. 하늘의 용사 스카이 서퍼
7. 외계인
8. 우주 탐험대
9. 마신 전차
10. 피터팬
11. 도깨비 나라
12. 꾸러기 특공대
13. 우주전사 가이스트
14. 웬디가 엄마됐네
15. 꼬마 니꼴라
16. 해적들이 기분 좋은날
17. 해적들의 노래
18. 용서합시다
19. 악당들의 주제가
20. 꿈의 나라
21. 스너글 박사

## 시청 목록
| 집  | 면  | 시청일자        | 제목                               | 시간 |
| --- | --- | --------------- | ---------------------------------- | ---- |
| 1집 | A면 | 2019년 4월 5일  | 베르사유의 장미 ~ 꾸러기 수비대 II | 25분 |
| 1집 | B면 | 2019년 4월 12일 | 우주특공대 스콜피오 ~ 스타 짱가    | 21분 |
| 2집 | A면 | 2019년 4월 26일 | 지구용사 선가드 ~ 도깨비 나라      | 19분 |
| 2집 | B면 | 2019년 5월 3일  | 꾸러기 특공대 ~ 스너글 박사        | 12분 |

## 날짜 목록
| 날짜 일자       | 제목                                    |
| --------------- | --------------------------------------- |
| 2019년 4월 5일  | TV 최신 인기만화주제가 1집 A (명인음반) |
| 2019년 4월 12일 | TV 최신 인기만화주제가 1집 B (명인음반) |
| 2019년 4월 26일 | TV 최신 인기만화주제가 2집 A (명인음반) |
| 2019년 5월 3일  | TV 최신 인기만화주제가 2집 B (명인음반) |

## 스태프
- 기획,발행:명인음반